# NHKみんなのうた 50 アニバーサリー・ベスト
『NHKみんなのうた 50 アニバーサリー・ベスト』（エヌエイチケーみんなのうた ごじゅう アニバーサリー・ベスト）は、2011年4月27日に発売された、NHKの音楽番組『みんなのうた』の、放送開始から50周年を記念した、コンピレーション・アルバムのシリーズである。

## 概要
- NHKの『みんなのうた』の放送開始50周年を記念して、キングレコード、ソニー・ミュージックダイレクト、日本コロムビア、ビクターエンタテインメント、ポニーキャニオンの、レコード会社5社の共同企画として発売された、シリーズ第1弾。
- ほぼ全曲、放送と同じオリジナル歌手による音源で収録された。
- 本作は、CD2枚組で各40曲ずつ、CD全10枚で合計200曲が厳選収録された。

## 作品
- NHKみんなのうた 50 アニバーサリー・ベスト 〜山口さんちのツトム君〜（発売元：キングレコード）
- NHKみんなのうた 50 アニバーサリー・ベスト 〜大きな古時計〜（発売元：ソニー・ミュージックダイレクト）
- NHKみんなのうた 50 アニバーサリー・ベスト 〜誰かがサズを弾いていた〜（発売元：日本コロムビア）
- NHKみんなのうた 50 アニバーサリー・ベスト 〜おしりかじり虫〜（発売元：ビクターエンタテインメント）
- NHKみんなのうた 50 アニバーサリー・ベスト 〜グラスホッパー物語〜（発売元：ポニーキャニオン）